# Dniprova Čajka
Dniprova Čajka, vlastním jménem Ljudmila Oleksjivna Berezina (ukrajinsky Людмила Олексіївна Березіна), provdaná Vasylevska-Berezina (ukrajinsky Василевська-Березіна) (20. října 1861 Karlivka – 13. března 1927 Hermanivka), byla ukrajinská pedagožka, básnířka, spisovatelka a překladatelka.

## Život a dílo
Narodila se do rodiny venkovského kněze. Dětství a mládí prožila na jihu Ukrajiny. Po absolvování gymnázia v Oděse v roce 1879 začala svou učitelskou kariéru, zpočátku jako soukromá učitelka a poté učila na vesnické škole, později na střední škole. Sbírala ukrajinské lidové písně a ústní podání. V roce 1885 se provdala za Teofana Vasylevského, ukrajinského historika a vlastence. Ukrajinský nacionalismus byl v ruském impériu potlačován, pár se proto často ocitl pod policejním dohledem; v roce 1905 jí byly spisy zabaveny.
Její první básně a povídky byly publikovány v časopisech na Ukrajině. Psala také básničky a pohádky pro děti a libreta k řadě dětských operet; hudbu složil Mykola Lysenko. Psala také poezii v ruštině a překládala švédskou a ruskou literaturu do ukrajinštiny.
Poté, co jejich děti vyrostly, se s manželem rozešli. Zemřela v Hermanivce ve věku 65 let.
Sbírka jejích prací vyšla v roce 1929 a další v roce 1931.